# Crenicichla acutirostris

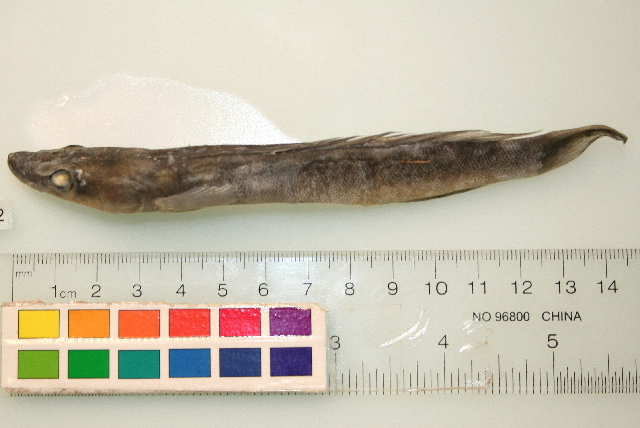
Crenicichla acutirostris de 14cm mas que pode alcançar até 23cm.

Crenicichla acutirostris é uma espécie de ciclídeo da bacia do rio Amazonas, encontrados nos rios Tapajós e Aripuanã. Esta espécie atinge um comprimento de 23 centímetros (9,1 pol).

## Alimentação
A espécie pode aprender a comer alimentos congelados e pellets, mas isso é muito mais fácil de conseguir com espécies jovens.

## Reprodução
As fêmeas apresentam uma fina faixa branca na barbatana dorsal. pH 6,5 e 82-86 ° F (28-30 °C) O aumento da circulação pode promover a desova. A parte mais difícil é conseguir um casal compatível. Recomenda-se obter um grupo de espécimes juvenis e deixá-los formar pares por conta própria. A introdução de espécimes adultos entre si está associada a riscos devido à agressão. Condicione o par com muita comida de alta qualidade. Os ovos estão supostamente pendurados na caverna. É criado como acontece com outros ciclídeos. Crenicichlas geralmente são bons pais.
Temperamento

É considerado uma espécie de peixe predador agressivo.